# 腰营子抗日游击根据地
腰营子抗日游击根据地，位于中国吉林省汪清县鸡冠乡腰营村，为一个省级文物保护单位，类型为近现代史迹及代表性建筑，公布时间为1981年4月20日。该文物保护单位由汪清县文物管理所管理。
腰营子抗日游击根据地的历史年代为1933-1934年。